# Косрой Дусі
Косрой Дусі (28 липня 1808 р. — 9 жовтня 1859 р.) Був італійським живописцем у стилі неокласицизму, багато років працював у Петербурзі, малював переважно сакральні та історичні сюжети. Дусі був названий сучасниками «сучасний Тінторетто», за його жвавість винахідливості та стрімкість у живописі.

## Освіта та рання робота у Венето та Тіролі
Косрой народився у Венеції. Він вступив у 1820 р. до Академії образотворчих мистецтв у Венеції, де його наставником був художник Теодоро Маттейні, який також викладав у впливового Хайєса. В академії Дусі навчався разом із Мікеланджело Григолетті.
Після закінчення у 1827 році Академії, Дусі подарували кімнату біля школи, де він виставив велике історичне полотно «Смерть Алківіад» а потім Паоло та Франческа да Ріміні, виставлене в 1831 році в Брері. У 1829 році на щорічній виставці Академії він показав «Німфу Сальмакіс», що спокушає невинного Гермафродита, Діву і дитину зі святим Іваном, і дві невеликі картини, що зображують сцени з творів Гаспаро Гоцци. У 1830 році він одружився з Антоніеттою Феррарі, дочкою та сестрою скульпторів Бартоломео та Луїджі Феррарі. Луїджі також навчався в Академії разом із Дусі.
У Венеції Дусі співпрацював у створенні ілюстрацій до книг та літографічних серій. Для журналу «Il Gondoliere» він зробив літографічний портрет Леопольдо Циконьяра, який був використаний в некролозі Циконьяри у 1834 році і був заснований на попередній картині маслом Людовико Ліппаріні. Дусі, разом з Григолетті та Мікеле Фанолі, завершив серію літографій із зображенням різних торгів венеційців, опубліковану Гальвані. Сюжетами були переважно жанрові фігури (рибалки, димоходи тощо) або портрети (включаючи співаків, акторів та танцюристів). Музей Корере Венеції має гравюри та літографію Друсі. Він також мандрував через Монако, Німеччину та Росію.
У 1831 році йому було доручено розписати головну вівтарну картину із святими Петром і Павлом та іншу вівтарну Богородицю Розарію та святого Домініка для однойменної парафіяльної церкви в Секстені в Тіролі. Він намалював Святого Луку, що зображає Богородицю (правий бічний вівтар, 1833 р.) та Успіння Марії (1834 р., головний вівтар) святилища Санта Ассунта Марії Луггау у Західній Каринтії. Він також намалював фрески на Воскресіння мертвих для каплиці на кладовищі Кортина д'Ампеццо. Серед інших його релігійних картин — прийняття Св. Гертруди (1835 р.) для головного вівтаря парафіяльної церкви Мюльвальда; у 1836 р. Він доповнив вівтарну картину Санта-Марія Асунта (1836 р.) Для бічного вівтаря парафіяльної церкви біля Брунека ; розп'яття для парафіяльної церкви Святого Михайла в Бріксені; і Слава святої Катерини за головний вівтар парафіяльної церкви Граун-ім-Віншгау; та транзитом святого Йосифа (1839) для церкви Сан-Лука Євангеліста в Падуї.
Для парафіяльної церкви Святого Мартіна в Гсісі він намалював вівтарну частину із зображенням Причастя святого Мартина, єпископа Турського. Для церкви Санта-Марія Ассунта Тауферська він намалював святу родину з молодим святим Іваном Хрестителем (1839).
Дусі було доручено добудувати головну вівтарну колегіату Санта-Марія Маджоре з головного міста далматинського острова Херсо (нині Крес, Хорватія). Пожежа 1826 р. знищила стародавню ренесансну вівтарну Андреа Вічентіно, зображуючи чудо Мадонни Сніжної. Дусі спробував зробити точну копію (1833 р.) ікони. У 1834 р. він намалював вівтарну картину святих Філомени, Люсі та Агати (1834 р.) для венеційської церкви Сан-Мартино.

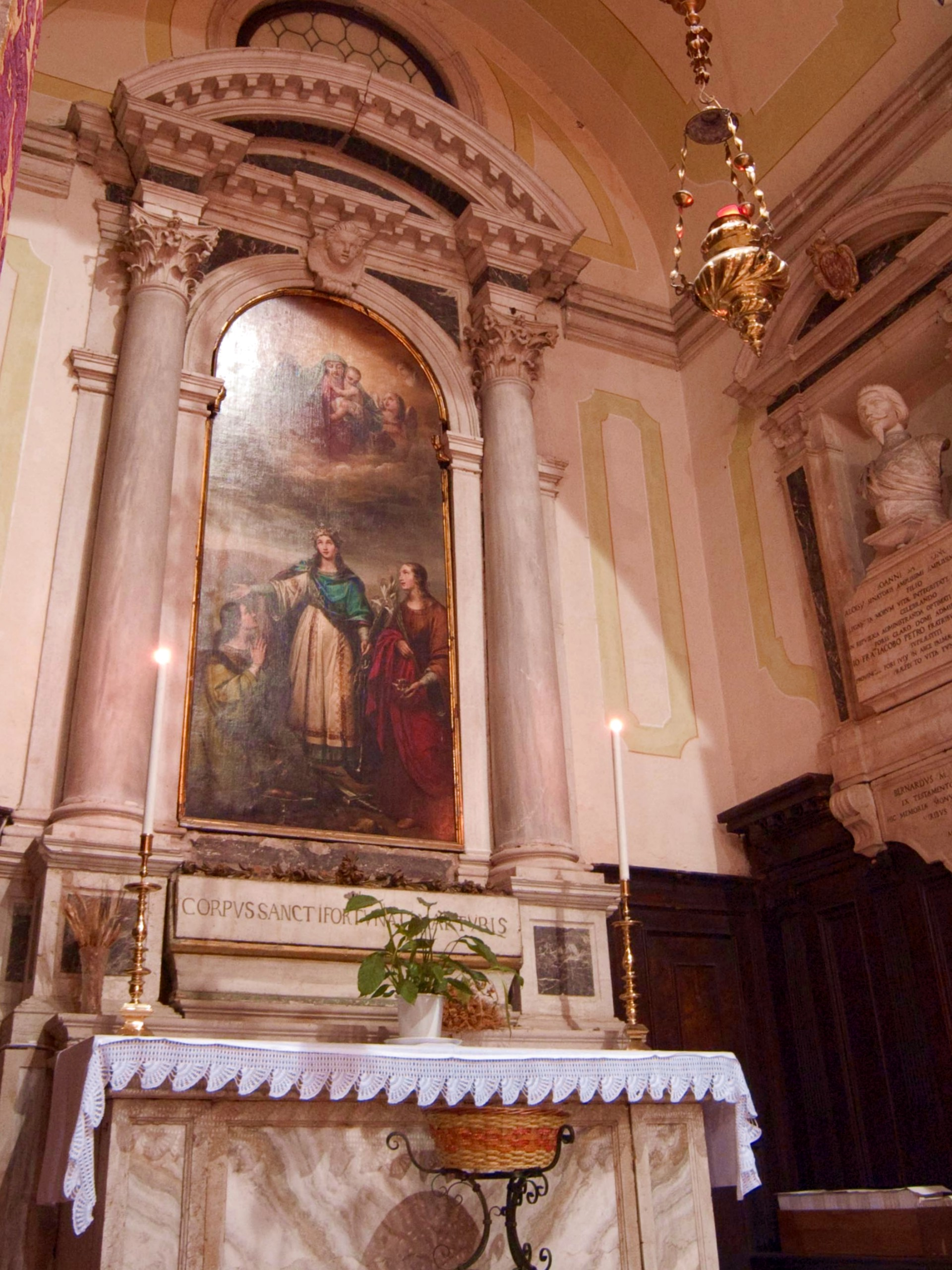
Живопис Святих Філомена, Люсі та Агати Косрой Дусі, церква Сан-Мартино.

Після того, як Teatro La Fenice згорів у пожежі, Дусі було доручено у 1837—1838 роках розписати сипаріо (основну завісу) для нещодавно відреставрованого театрального будинку. Предметом завіси був, відповідно, апофеоз Фенікса, проте до 1854 р. ця завіса була замінена на більш патріотичну та націоналістичну сцену. Дусі також малював екрани для венеційського театру Сан-Самуеле та Нобіле театру Удіне. Темою останнього став Мікеланджело, представляючи молодого Джованні да Удіне герцогу Гонзагу.
У 1838 році Дусі спроектував, а Франческо Локателлі вигравірував відбитки, відзначивши візит імператора Фердинанда I в Австрію. Тематикою було святкування закінчення греблі Маламоко та в'їзд імператора в Чіоггію. На виставці, що відбулася у Венеційській академії для відзначення візиту, Дусі показав сім робіт: Ромео і Джульєтта; причастя Св. Мартіна Турського, (Сократ закиди) Алківіад серед Heterae; Молитви його нареченої переконують Генріха IV звільнити полонених Кале; пейзаж, портрети родини та нарешті невказаний ескіз до історичної картини.

## Робота в Росії
Дусі недовго жив у Мюнхені, Баварія, де він малював переважно портрети, але близько 1840 року великий князь Микола Миколаївський, відвідавши свою венеційську майстерню, запросив Дусі до Петербурга. У Росії він малював портрети великого князя та членів імператорської родини та двору, зокрема генерала Сухозанета (1842 р.), Кавоса (1849 р.) Феодосії Тарассової Громової. Його Мері Королева Шотландії привела до ешафоту, який надав йому членство в Петербурзькій академії образотворчих мистецтв у 1842 р. Інша картина Алківіада серед Гетера, зробила його академіком (1843 р.), і, нарешті, його Осадження дозволилоло отримати посаду професора (1851). У Росії він також малював натюрморти та пейзажі. Він брав участь у енкаустичному оздобленні дерев'яної стелі галереї античного живопису Ермітажу, зображаючи пори року та античні твори та споруди (за малюнками Георга Гільтенспергера). Дусі також намалював численні ікони для собору Святого Ісаака в Петербурзі, згодом замінених копіями мозаїки, на яких зображені: Спаситель і Марія, Матір Божа, для правого боку іконостас вівтаря, Таємна вечеря, Поклад, Св. Анастасія та свята Катерина Олександрійська (1844—1855).
Дусі прикрашає стелю Маринського театру та дві завіси, обидві загублені, одна для Великого театру в Москві, зображуючи Ілсоленне вхід князя Пожорського до Москви, а інша, ймовірно, для Олександринського театру Петербурга 1858 року. Цар нагородив його орденом святої Анни третього класу та орденом святого Станіслава третього класу.

## Повернення до Венеції
У 1831 році Дусі став почесним соратником Венеційської академії і він протягом багатьох років періодично відвідував свою рідну Венецію. Він повернувся до Венеції, щоб остаточно залишитися у 1856 році. Австрійського живописця Карла фон Блааса замість цього назвали професором. Його останній відомий твір — Бдіння на батьківщині Тінторетто, виставлений у Венеції в 1857 році. Він намалював дві вівтарні картини: «Св. Антоній Падуанський» та «Депозит» (1851 р.) Для венеційської церкви Сан-Джованні у Брагорі.
Помер 9 жовтня 1859 року в Маростіці, поблизу Віченци.